# Paucarcolla
Paucarcolla es una localidad peruana ubicada en el Distrito de Paucarcolla, en la provincia de Puno, región Puno. Es asimismo capital del distrito de Paucarcolla. Paucarcolla se encuentra en la ribera noroccidental del lago Titicaca a 3851 m s. n. m.

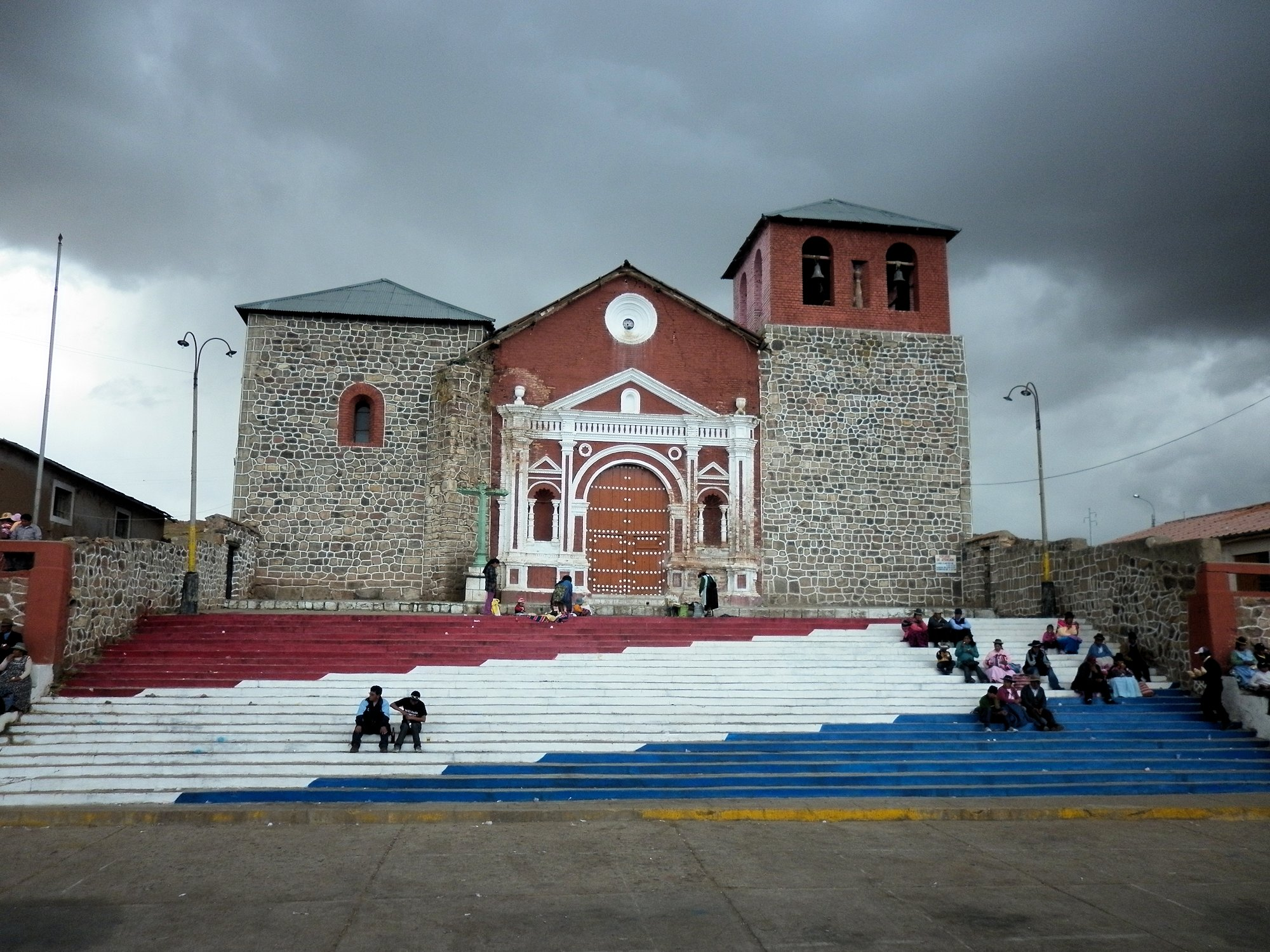

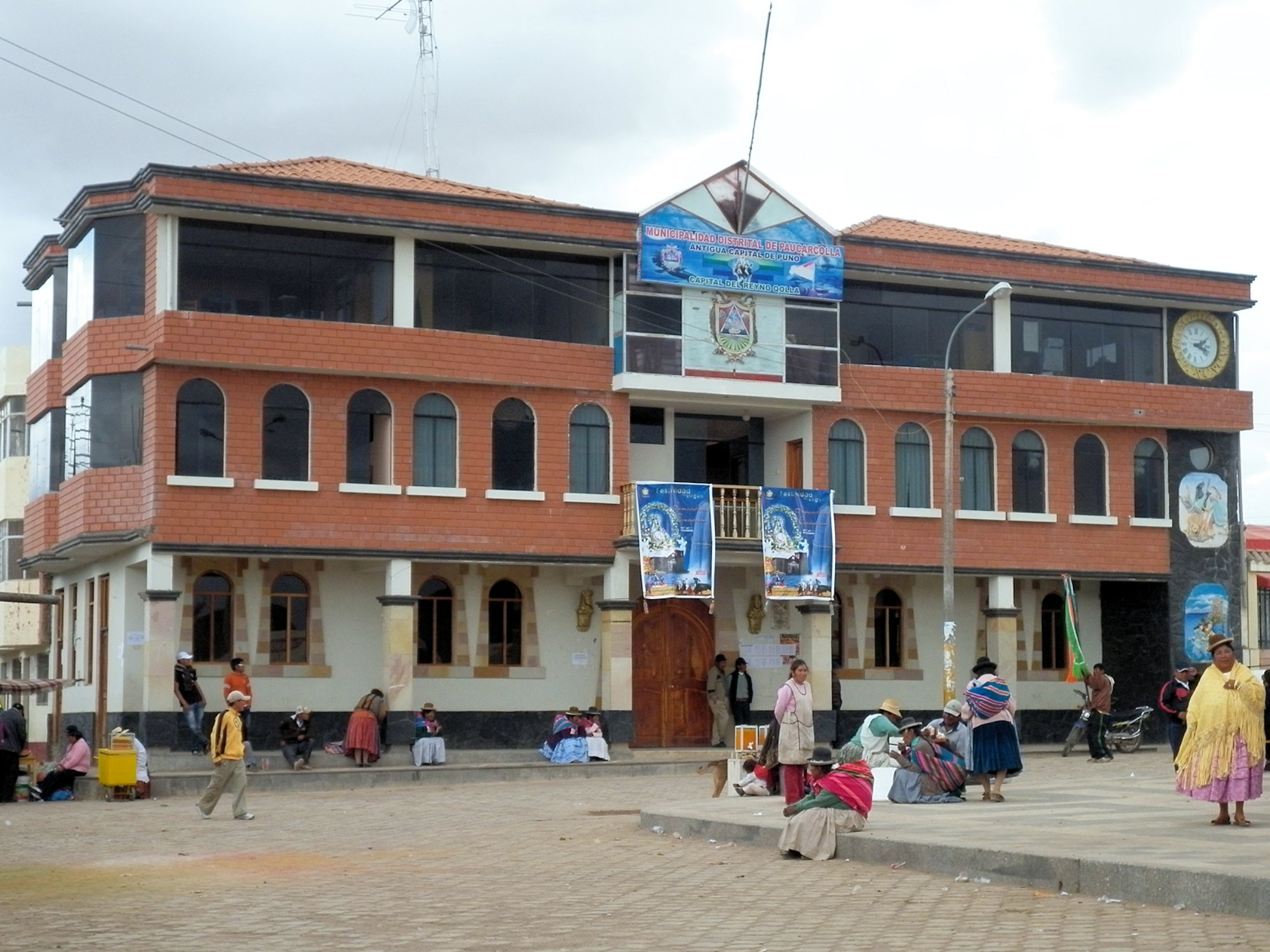

## Toponimia
Paucarcolla proviene de dos vocablos: paucar guerrero en puquina y colla hierba o remedio curativo en aimara.

## Historia
Paucarcolla fue parte del señorío colla. Fue parte de la jurisdicción de la Paz durante el dominio español. Psterioremente se crea el corregimiento de Paucarcolla.

## Clima
| Parámetros climáticos promedio de Paucarcolla | Parámetros climáticos promedio de Paucarcolla | Parámetros climáticos promedio de Paucarcolla | Parámetros climáticos promedio de Paucarcolla | Parámetros climáticos promedio de Paucarcolla | Parámetros climáticos promedio de Paucarcolla | Parámetros climáticos promedio de Paucarcolla | Parámetros climáticos promedio de Paucarcolla | Parámetros climáticos promedio de Paucarcolla | Parámetros climáticos promedio de Paucarcolla | Parámetros climáticos promedio de Paucarcolla | Parámetros climáticos promedio de Paucarcolla | Parámetros climáticos promedio de Paucarcolla | Parámetros climáticos promedio de Paucarcolla |
| Mes                                           | Ene.                                          | Feb.                                          | Mar.                                          | Abr.                                          | May.                                          | Jun.                                          | Jul.                                          | Ago.                                          | Sep.                                          | Oct.                                          | Nov.                                          | Dic.                                          | Anual                                         |
| --------------------------------------------- | --------------------------------------------- | --------------------------------------------- | --------------------------------------------- | --------------------------------------------- | --------------------------------------------- | --------------------------------------------- | --------------------------------------------- | --------------------------------------------- | --------------------------------------------- | --------------------------------------------- | --------------------------------------------- | --------------------------------------------- | --------------------------------------------- |
| Fuente:                                       |                                               |                                               |                                               |                                               |                                               |                                               |                                               |                                               |                                               |                                               |                                               |                                               |                                               |